# David Copperfield (film 1911)
David Copperfield – amerykański film niemy z 1911 roku będący adaptacją utworu Karola Dickensa o tym samym tytule.

## Obsada
- Ed Genung: dorosły David Copperfield
- Flora Foster: David Copperfield jako dziecko
- Marie Eline: Emly jako dziecko
- Anna Seer: matka Davida Copperfielda
- Florence La Badie: dorosła Emly
- Frank Hall Crane
- Alphonse Ethier
- Maude Fealy
- Mignon Anderson: Dora Spenlow
- William Garwood
- Harry Benham
- Viola Alberti: ciotka Betsey Trotwood
- Justus D. Barnes: Ham Peggotty (w części pierwszej)
- William Russell: Ham Peggotty (w części drugiej)
- James Cruze: Steerforth